# Simón de la montaña
Simón de la montaña (dt. „Simon vom Berg“, internationaler Titel: Simon of the Mountain) ist ein Spielfilm von Federico Luis aus dem Jahr 2024. Das Drama handelt von einem jungen Mann, der sich einer Gruppe behinderter Jugendlicher anschließt und sich bald selbst als behindert ausgibt. Die Hauptrolle übernahm Lorenzo Ferro. Die Koproduktion zwischen Argentinien, Chile und Uruguay wurde im Mai im Rahmen des 77. Filmfestivals von Cannes uraufgeführt und gewann dort den Hauptpreis der unabhängigen Nebensektion Semaine de la critique.

## Handlung
Der 21-jährige Simón schließt sich an einem vom Wind gepeitschten Berghang einer Gruppe behinderter Jugendlicher an. Diese befindet sich auf einer Pilgerreise. Die Gruppe nimmt den nicht behinderten Simón sofort in ihre Reihen auf und er freundet sich mit Pehuen an. Simón Wesen beginnt sich durch die Erfahrungen mit den Jugendlichen zu verändern. Er erschafft sich nach und nach eine neue Identität und nimmt von Pehuen das Angebot an, sich coachen zu lassen, um einen offiziellen Behindertenausweis zu erhalten. Dies würde ihm ermöglichen, bei der Gruppe zu verweilen und eine reguläre staatliche Beihilfe zu erhalten.
Als er entsprechende Verhaltensmuster vor seiner Mutter und deren Freund imitiert, wird er als „Idiot“ beschimpft. Zunehmend wird Simón von seinem familiären Umfeld als eigensinnig und unkooperativ angesehen. Sein Leben verkompliziert sich, als sich das behinderte Mädchen Colo in ihn verliebt und auf eine Romanze hofft.
Am Ende des Films stellt sich Simón einer psychiatrischen Begutachtung der Behörden, um einen Behindertenausweis zu erhalten.

## Veröffentlichung und Rezeption
Die Weltpremiere von Simón de la montaña fand am 15. Mai 2024 im Rahmen des 77. Filmfestivals von Cannes statt. Dort wurde das Werk in die unabhängige Nebensektion Semaine de la critique aufgenommen.
Allan Hunter vom britischen Branchendienst Screen International lobte die Geschichte des Films als „originell, emotional und provokativ genug“, um ähnlich wie der argentinische Cannes-Beitrag Die Missetäter (2023) „Anklang“ im Arthouse-Programm zu finden. Trotz seiner kontrollierten Erzählweise würde Simón de la montaña ein Gefühl von Improvisation und Spontanität durchziehen und verfüge über einen „hinterlistigen Humor“. Das Element der Behinderung würde dem „subtilen, zum Nachdenken anregenden Werk lediglich eine zusätzliche Dimension verleihen“. Auch pries der Kritiker die Leistung von Hauptdarsteller Lorenzo Ferro und bezeichnete sie als überzeugend. Regisseur Luis betone immer wieder, „dass sich die Erfahrungen von Jugendlichen mit Behinderungen eigentlich nicht wesentlich von denen anderer Jugendlicher“ unterschieden. Er hinterfrage die „Erwartungen und Etiketten“.
Ein regulärer Kinostart in Frankreich erfolgte am 23. April 2025 im Verleih von Arizona Distribution.

## Auszeichnungen
Simón de la montaña gewann in Cannes den Hauptpreis (Grand Prix) der Sektion Semaine de la critique, die unter Leitung von Sylvie Pialat stand. Außerdem folgte automatisch eine Nominierung für die Caméra d’Or.